# Rovigo (stad)
Rovigo is een stad in de Noord-Italiaanse regio Veneto. De stad wordt in het noorden begrensd door de rivier de Adige en in het zuiden door de rivier de Po. De oudste vermelding van de stad dateert uit de tiende eeuw onder de naam Rhodigium. Tegenwoordig is Rovigo een moderne stad met goede verbindingen met de nabijgelegen steden Padua en Ferrara. Het gebied rondom de stad draagt de naam Polesine en is een belangrijk landbouwgebied.
De volgende frazioni maken deel uit van de gemeente: Grignano Polesine.

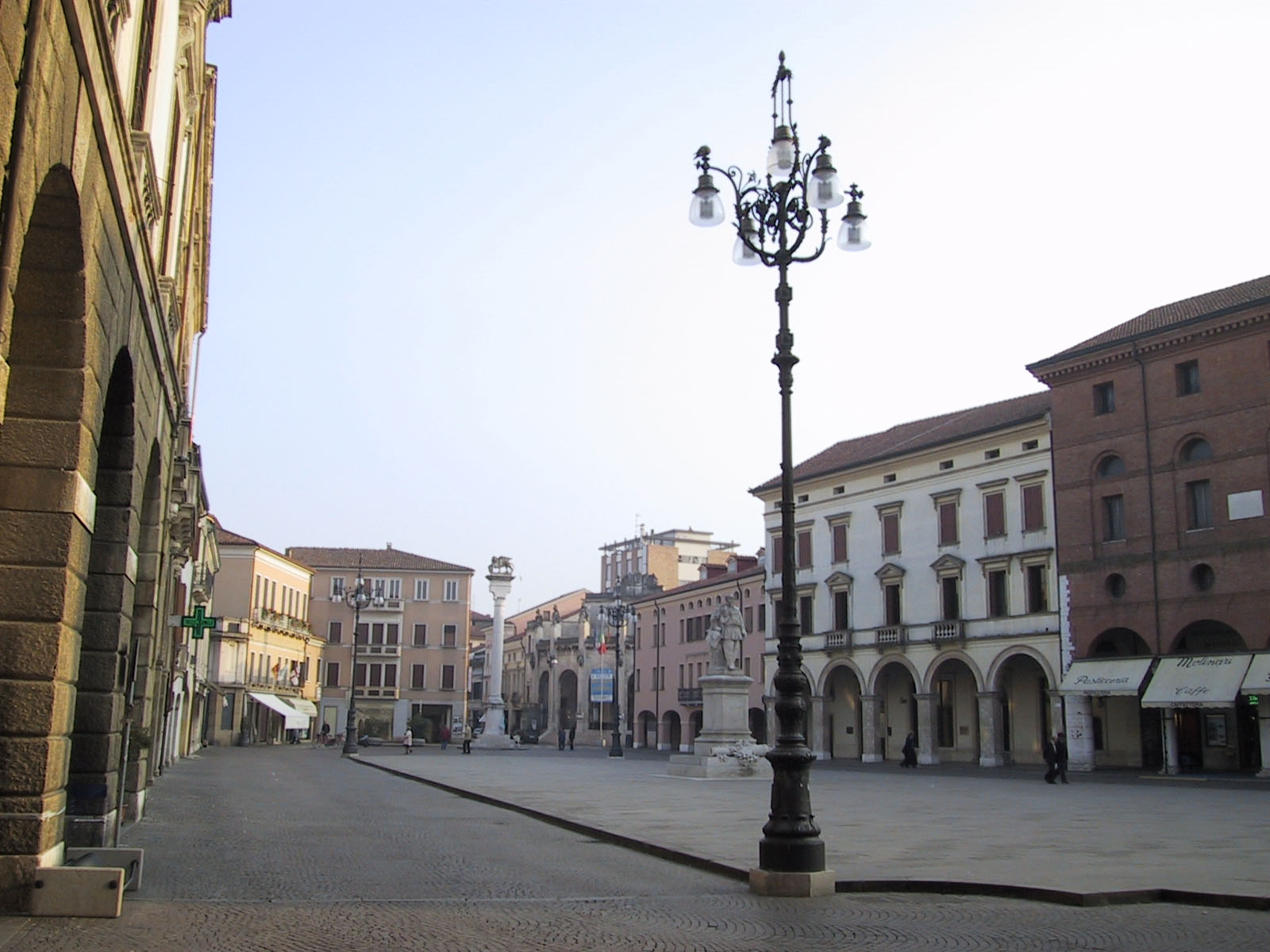
Piazza Vittorio Emanuele II
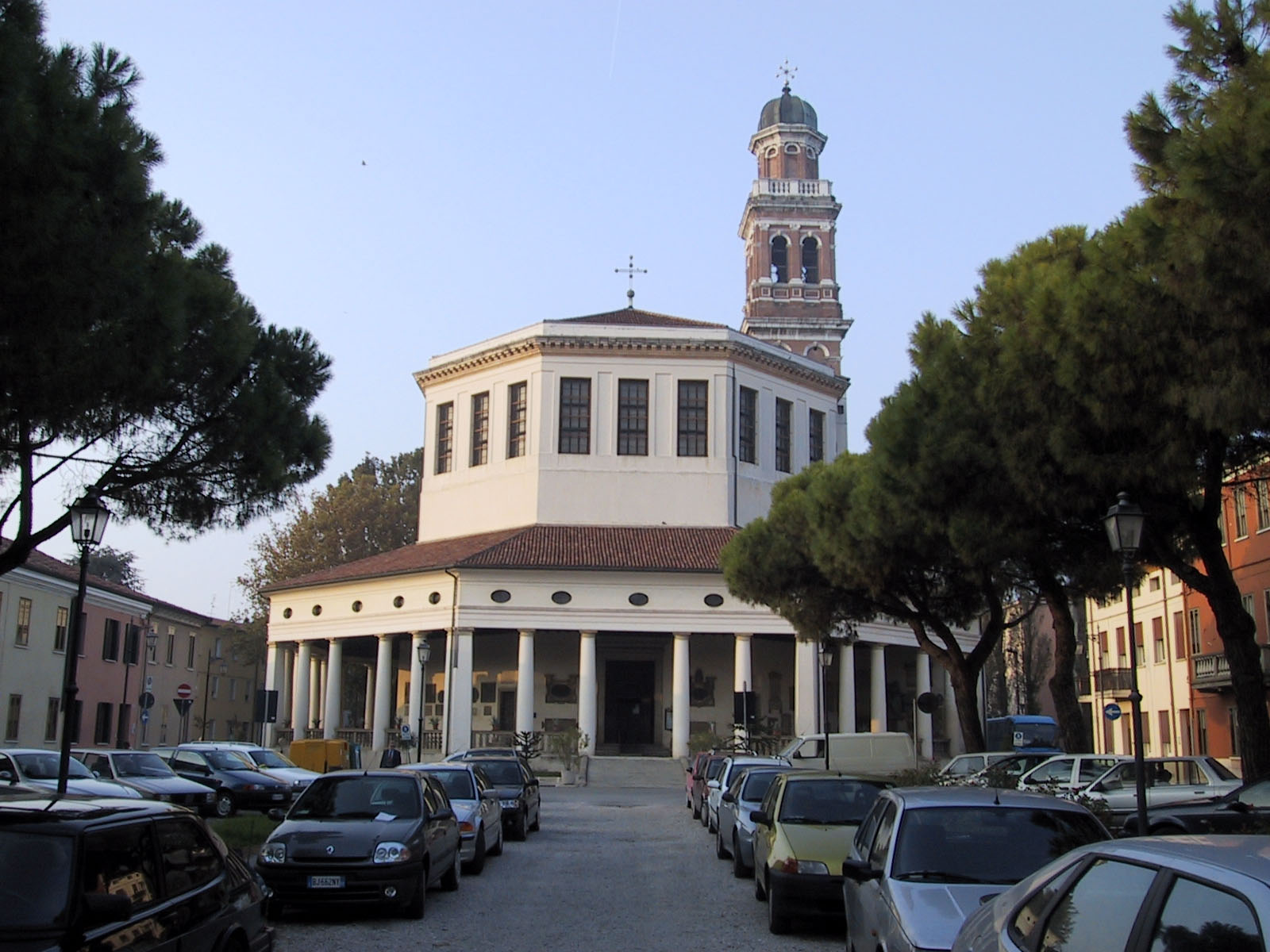
Kerk Santa Maria del Soccorso

## Geboren
- Alessandro Balzan (1980), autocoureur
- Marta Menegatti (1990), beachvolleyballer